# Europäische Hauptwasserscheide

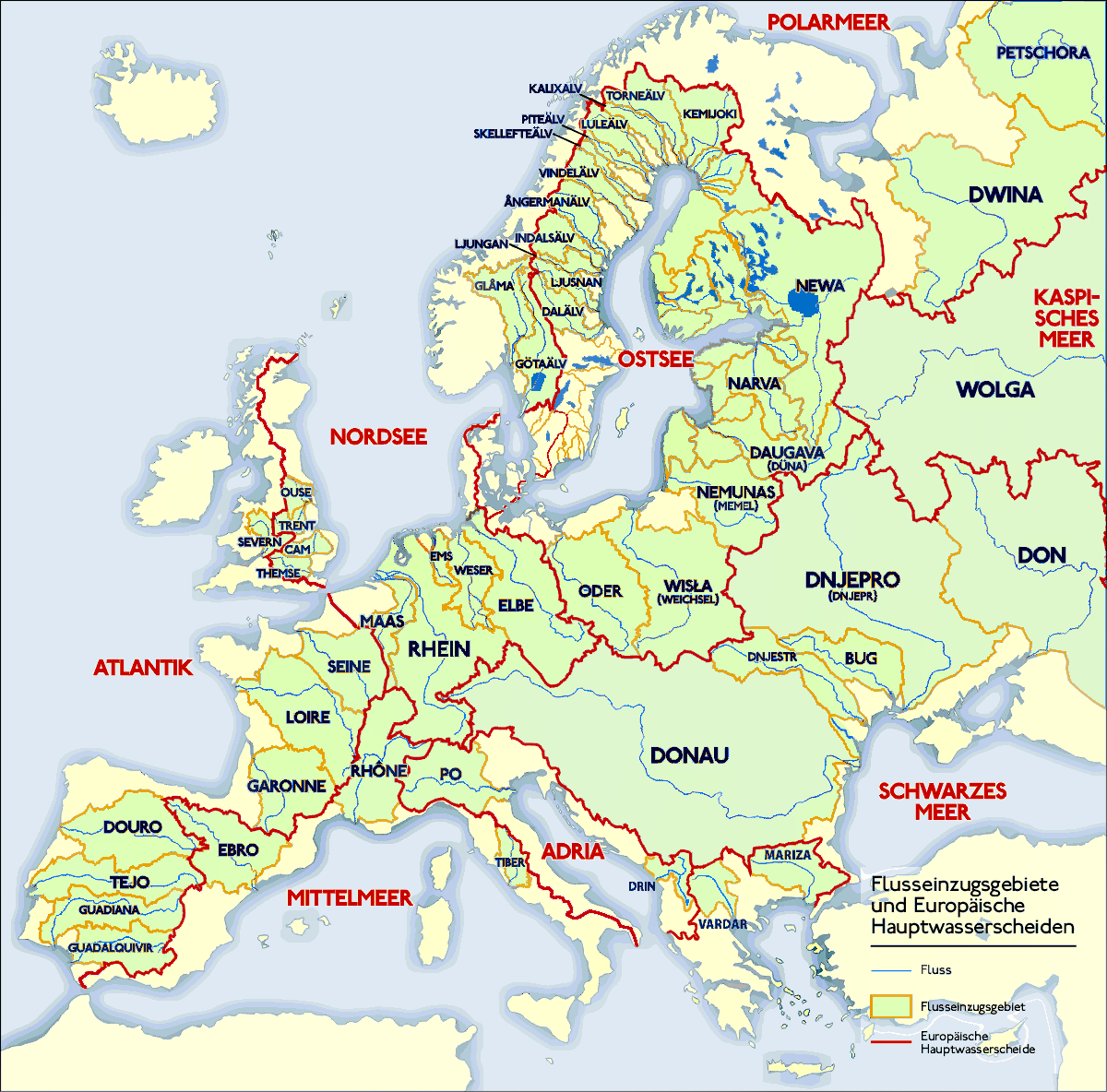
Europäische Flusseinzugsgebiete und Hauptwasserscheiden

Die Europäische Hauptwasserscheide, auch Große Europäische Wasserscheide oder Europäische Kontinentalwasserscheide genannt, trennt die Zuläufe zum offenen Atlantik, der Nord- und Ostsee von denen zum Mittelmeer und Schwarzen Meer. Sie verläuft von Gibraltar bis Moskau.
Weitere Hauptwasserscheiden Europas trennen diese beiden hydrographischen Großregionen von den Einzugsgebieten des Kaspischen Meeres und des Arktischen Ozeans (Polarmeer).

## Abschnitte

### Wasserscheide Atlantik – Mittelmeer
- Erläuterung: In diesem Abschnitt umfasst die Seite des Atlantik den offenen Atlantik und dessen Randmeer Nordsee.

Die Große Europäische Wasserscheide verläuft von Gibraltar bzw. Punta de Tarifa durch Südostspanien in östlicher Richtung über die Sierra de Grazalema und die weiteren Gebirge der Betischen Kordillere, deren höchstes die Sierra Nevada ist, bis an die Ostgrenze Andalusiens zur Sierra de María, dann nach Norden über die Sierra de La Sagra, die Sierra de Segura und die Sierra de Alcaraz. Ab der Ebene von La Mancha, wo sie zwischen den Flüssen Záncara und Júcar verläuft, entwässert nicht mehr der Guadalquivir zum Atlantik, sondern der Guadiana. Weiter nördlich wird die Wasserscheide zwischen dem Embalse de Buendía und dem Embalse de Alarcón vom Tajo-Segura-Kanal überwunden. Östlich von Cuenca verläuft sie über die gleichnamige Hochfläche, wo das Einzugsgebiet des Guadiana vom Tajo abgelöst wird. Weiter verläuft sie über die Montes Universales und die Sierra de Albarracín, wo der Tajo entspringt und das Einzugsgebiet des Ebro zum Mittelmeer beginnt. Richtung Nordwesten verläuft sie dann über die Sierra Ministra zwischen Sigüenza und Medinaceli, ab dort teilt sie die Einzugsgebiete von Duero (Atlantik) und Ebro. Von der Sierra del Moncayo am östlichsten Punkt von Kastilien und León verläuft sie dann Richtung Nordwesten über die Altkastilische Kette des Iberischen Randgebirges zur Sierra de la Demanda und nördlich von Burgos bis zum Pico Tres Mares in der Sierra Híjar, die zum Kantabrischen Gebirge gehört. Diesem folgt sie nahe der Biskaya nach Osten, bis sie im Baskenland in den Hauptkamm der Pyrenäen übergeht und bis nach Andorra das Einzugsgebiet des Ebro umrandet. Bis zum Cirque de Gavarnie entwässert die Nordseite zum Adour, danach zur Garonne.

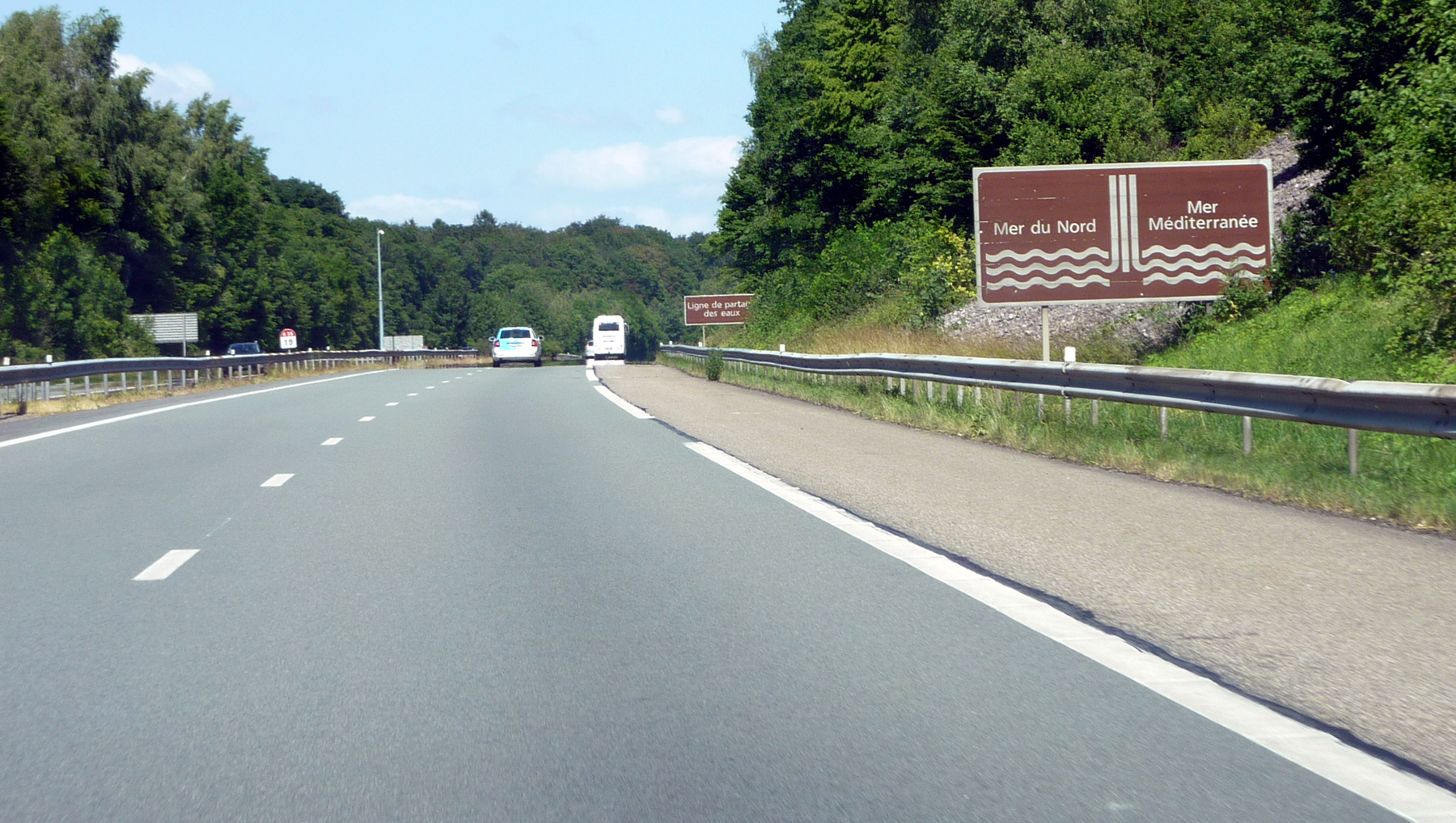
Autoroute A36, Wasserscheide Mittelmeer – Atlantik zwischen Belfort und Mulhouse

Ab dort verläuft sie in Frankreich, die Garonne (zur Biskaya) im Westen, zur Scheitelhaltung des Canal du Midi in der Nähe von Carcassonne und setzt sich durch die Cevennen fort. Sie begrenzt das Einzugsgebiet der Rhone (zum Golfe du Lion, westliches Mittelmeer, im Osten) ab den Cevennen, verläuft zwischen den Quellen von Allier (Loire) und Ardèche (Rhône), in den Monts du Vivarais, den Monts du Lyonnais und den Monts du Charolais zwischen Loire (zum Atlantik) und Rhône nach Norden zu. In der Côte d’Or zwischen Autun und Dijon zweigt die Wasserscheide Atlantik – Ärmelkanal ab (47° 12′ 11,9″ N, 4° 32′ 53,9″ O), im Plateau von Langres zwischen Marne (über Seine zum Kanal), Meuse (Maas) und den Quellen der Saône (zur Rhône) die Scheide zwischen Kanal und Nordsee (47° 56′ 29″ N, 5° 30′ 20″ O). In diesem Bereich queren der Canal de Bourgogne und der Canal entre Champagne et Bourgogne (beide mit Tunnel). Im weiteren Verlauf führt sie über den Elsässer Belchen im südlichsten Teil der Vogesen, wendet sich südwärts durch die Burgundische Pforte in den Jura der Schweiz und verläuft dann südlich des Neuenburgersees (Canal d’Entreroches) zum nördlichen Ufer des Genfersees, den sie fast berührt.
Die Hauptwasserscheide erreicht oberhalb Vevey am Mont Pèlerin die Alpen und führt über die Kämme der Berner Alpen an das Dreiländereck der Kantone Wallis, Uri und Tessin, wo etwa 333 m südöstlich des Witenwasserenstocks (46° 31′ 39,4″ N, 8° 28′ 39,5″ O) die Rhone/Po-Wasserscheide – die Wasserscheide Adria-Westliches Mittelmeer (im weiteren Verlauf die Grenze Italiens zu Schweiz und Frankreich, dann italienische Hauptwasserscheide) nach Südwesten abzweigt. Weiter geht sie über den Gotthardpass in die Bündner Alpen, wo sich westlich von Maloja am Pass Lunghin (46° 24′ 48,7″ N, 9° 39′ 49,9″ O) die Wasserscheide Mittelmeer-Schwarzes Meer mit dem Einzugsgebiet der Donau abspaltet (die über das Dinarische Gebirge an den Bosporus führt); der Pass Lunghin ist damit der wichtigste Wasserscheidepunkt im Alpenraum.

### Wasserscheide Atlantik – Schwarzes Meer
- Erläuterung: In diesem Abschnitt umfasst die Seite des Atlantik ausschließlich dessen Randmeer Nordsee und dessen Binnenmeer Ostsee.

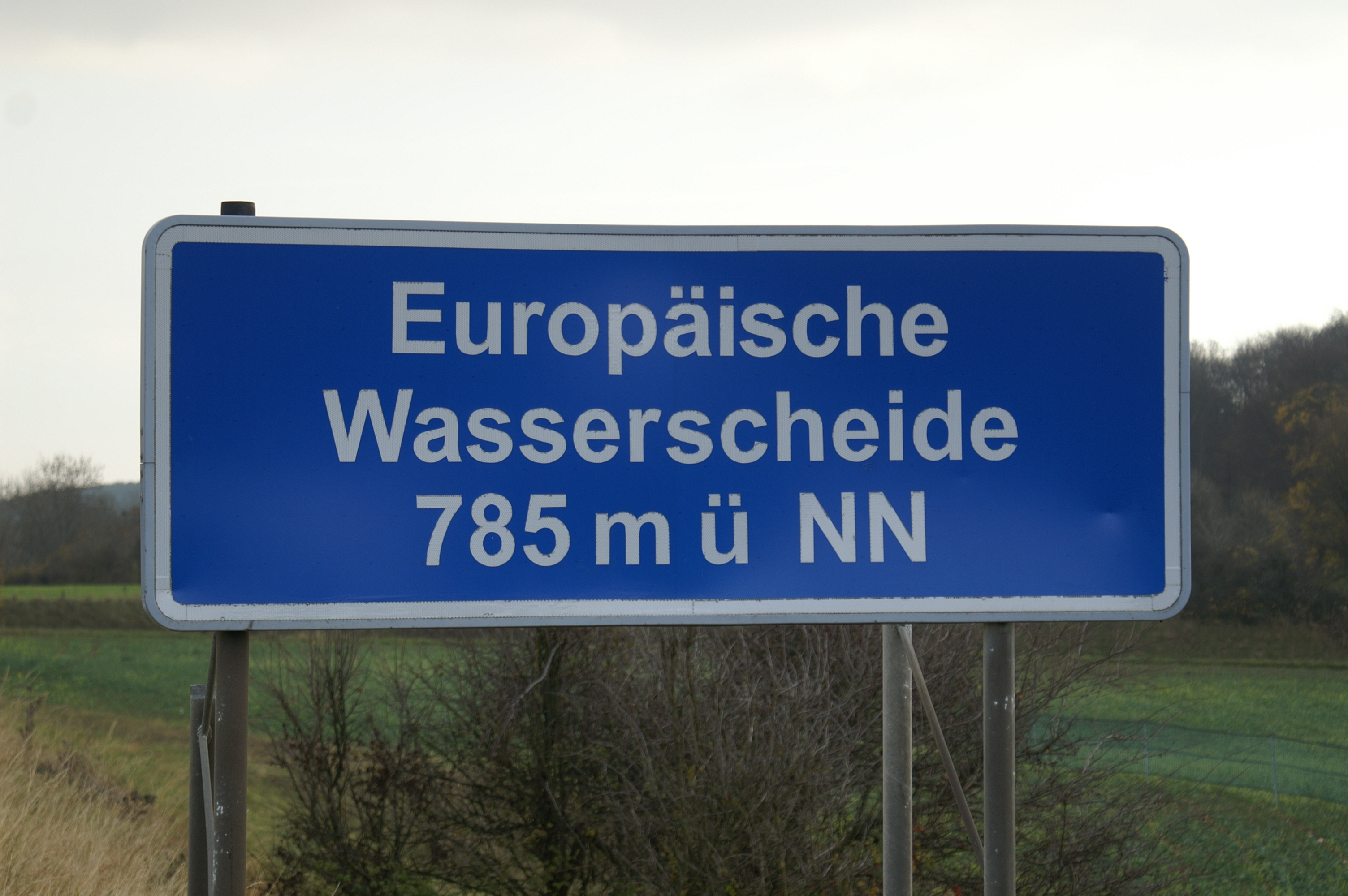
Die Wasserscheide Atlantik – Schwarzes Meer verläuft auch über die Hochfläche der Schwäbischen Alb, hier an der A8 bei Hohenstadt im Landkreis Göppingen

Die Wasserscheide Atlantik – Schwarzes Meer läuft vom Pass Lunghin (46° 24′ 48,7″ N, 9° 39′ 49,9″ O) westlich von Maloja zum Julierpass, zwischen Davos und Zernez über Piz Buin nach Österreich und zum Arlberg, in den westlichen Allgäuer Alpen nach Deutschland, und wechselt in der Adelegg bei Kempten (Allgäu) in das Alpenvorland.

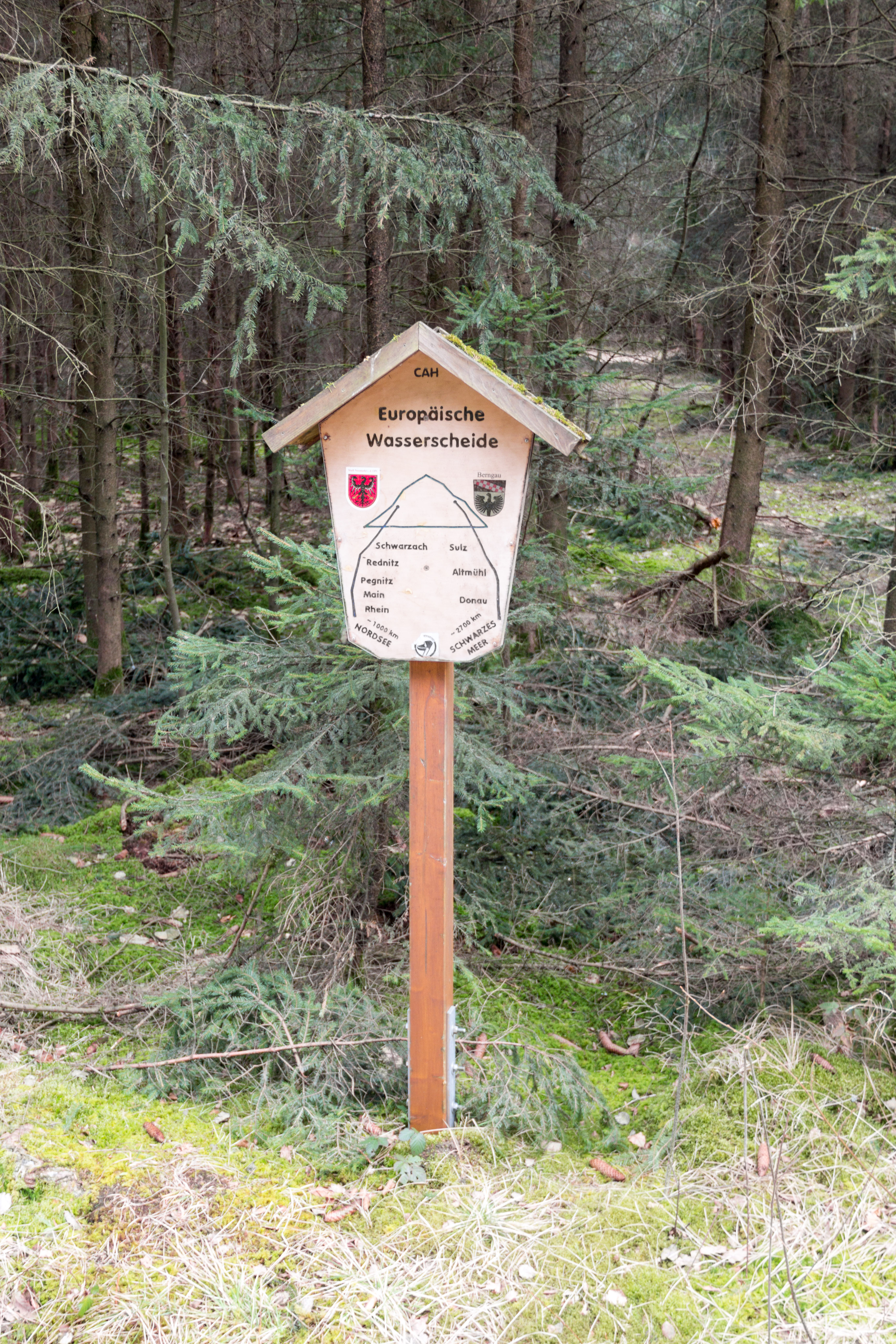
Die Wasserscheide Donau-Rhein an einem Wanderweg im Landkreis Neumarkt in der Oberpfalz

Außerhalb der Alpen verläuft sie in Deutschland zunächst nördlich des Bodensees nordwestlich bis zur Quelle der Schussen, dann südwestlich und westlich in den Schwarzwald, um die Quellen von Brigach und Breg herum, über die Schwäbische Alb, den Virngrund, die Frankenhöhe, durch die Scheitelhöhe des Main-Donau-Kanals über die Fränkische Alb ins Fichtelgebirge, wo auf dem Seehügel die Donau-Elbe Wasserscheide beginnt.
Sie verläuft vom Fichtelgebirge weiter über den Oberpfälzer Wald in den Böhmerwald.
Weiter verläuft sie nahe der Grenze zwischen Tschechien und Österreich am Nordrand von Mühlviertel und Waldviertel, und in Tschechien über die Böhmisch-Mährische Höhe ins Glatzer Schneegebirge (50° 9′ 8,5″ N, 16° 47′ 1,5″ O, wo sich am Glatzer Schneeberg die Nordsee-Ostsee-Wasserscheide abspaltet) an die Grenze zu Polen. Dann setzt sie sich über die Sudeten (Jeseníky) fort, im Norden Oder und Weichsel (Wisła) zur Ostsee, durch die Talwasserscheide Mährische Pforte in die Beskiden (Karpaten) im Dreiländereck mit der Ukraine.
Südlich von Lemberg umläuft sie den Dnister (zum Schwarzen Meer) in das Quellgebiet des Bug und umfasst das Einzugsgebiet des Prypjat (über Dnjepr zum Schwarzen Meer), wo sie vom Dnepr-Bug-Kanal geschnitten wird. Sie folgt dann dem belarussischen Höhenrücken durch Belarus und Russland, wo sie Memel (Nemunas) und Düna (Daugava), (beide zur Ostsee) und Dnepr (zum Schwarzen Meer) trennt, um dann in den Smolensker Höhen 200 km westlich von Moskau zu enden.

### Irregularitäten
Aufgrund der Donauversinkung fließt ein Teil des Donauwassers bei Immendingen unterirdisch zum Aachtopf und von dort in den Rhein und unterquert so in einer Flussanzapfung die Europäische Wasserscheide.
Daneben zapfen Bauwerke wie der Rhône-Rhein-, Main-Donau- und Dnepr-Bug-Kanal, aber auch etliche Wasserkraftwerke und die Donau-Main-Überleitung Wassergebiete jenseits der Hauptwasserscheide an.
Siehe auch: Wasserscheiden in den Alpen – zum detaillierten Verlauf in den Alpen
Siehe auch: Wasserscheiden in Deutschland – zum genaueren Verlauf zwischen Bodensee und Böhmerwald

## Die europäischen Hauptwasserscheidepunkte
- Erläuterung: In diesem Abschnitt sind die europäischen Hauptwasserscheidepunkte dem Verlauf der Europäischen Hauptwasserscheide zwischen Atlantik (mit Nord-/Ostsee) und Mittelmeer/Schwarzem Meer/Kaspischem Meer von Südwest nach Nordost folgend aufgeführt. Die drei Meere am jeweiligen Punkt sind gegen den Uhrzeigersinn, beginnend mit der atlantischen Seite, aufgezählt.

Einen Hauptwasserscheidepunkt kann man sich wie ein Dreiländereck bei Landesgrenzen vorstellen, nur dass hier nicht drei Länder, sondern die Einzugsgebiete dreier Flüsse bzw. Meere aufeinander treffen.

### Nordsee – Mittelmeer – Schwarzes Meer

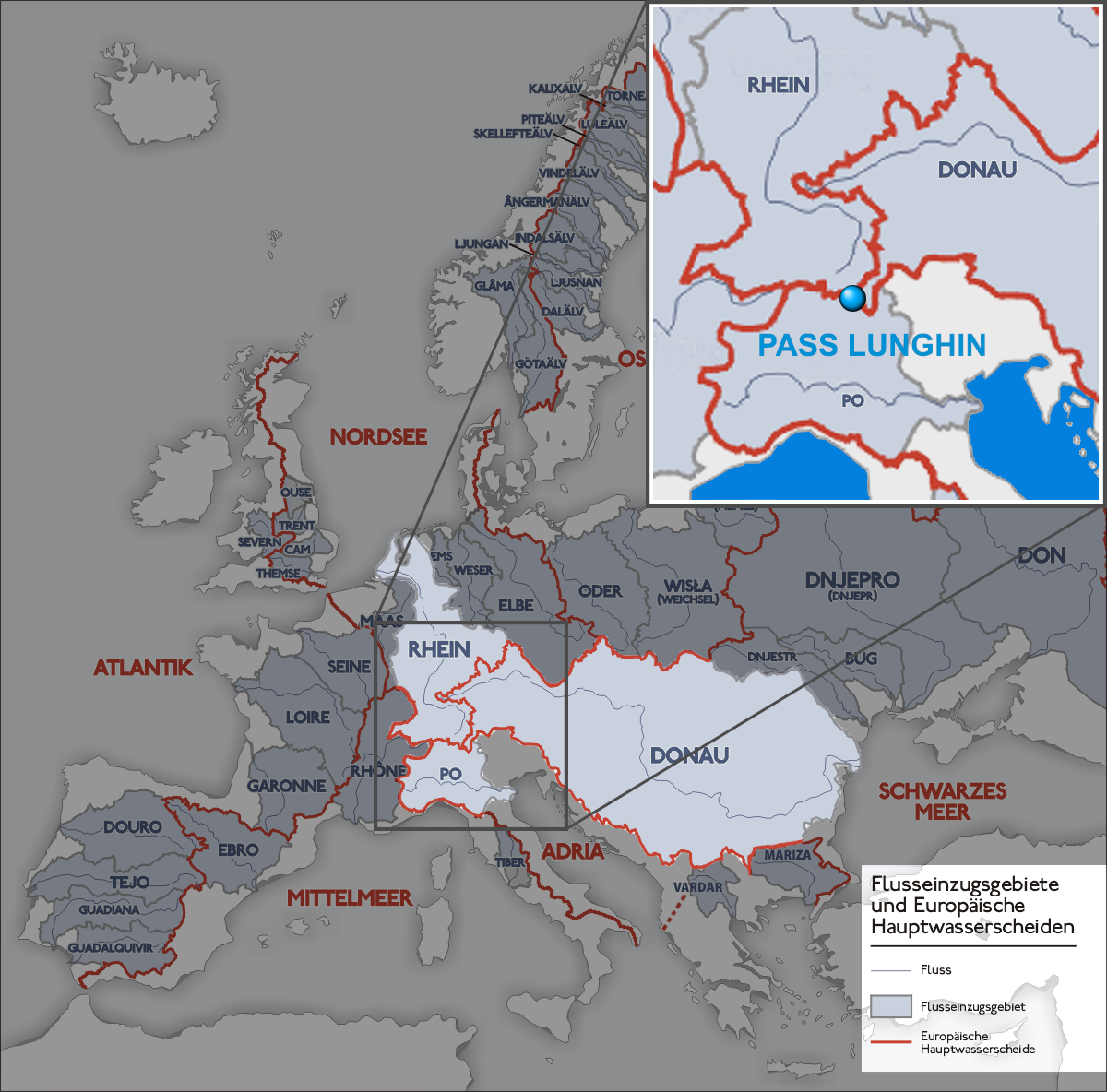
Der Pass Lunghin – europäischer Hauptwasserscheidepunkt zwischen Nordsee, Mittelmeer und Schwarzem Meer

Der europäische Hauptwasserscheidepunkt, von dem aus sich das Wasser in die Nordsee, das Mittelmeer und das Schwarze Meer verteilt, liegt knapp hundert Höhenmeter oberhalb der Innquelle auf dem Pass Lunghin (46° 24′ 48,7″ N, 9° 39′ 48,5″ O) im südlichen Graubünden (Schweiz) etwa zehn Kilometer von der italienischen Grenze entfernt.

### Nordsee – Schwarzes Meer – Ostsee
Der Hauptwasserscheidepunkt, von dem aus sich das Wasser in die Nordsee, das Schwarze Meer und die Ostsee verteilt, ist gleichbedeutend mit dem südlichen Ende der Nordsee-Ostsee-Wasserscheide. Er liegt am 1144 m hohen Klapperstein (polnisch Trojmorski Wierch, Dreimeereberg), einer Spitze des Glatzer Schneegebirges an der Grenze zwischen Polen und Tschechien.

### Ostsee – Schwarzes Meer – Kaspisches Meer
Am Wasserscheidepunkt in den Smolensker Höhen westlich von Moskau, zwischen den Quellen des Dnepr, oberer Wolga und Oberlauf der Düna (Dwina), treffen sich die Einzugsgebiete von Ostsee (Atlantik), Schwarzem Meer und Kaspischem Meer (55° 30′ 0″ N, 33° 29′ 24″ O). Letzteres gehört zu dem großen endorheischen Areal Innerasiens, das sich von hier bis in die Mongolei erstreckt, und das nicht in einen Ozean entwässert. Der Punkt befindet sich bei der Ortschaft Botscharowo (Бочарово) in den Belyer Höhen (Бельская возвышенность), nahe Bely, nur wenige Kilometer von der Dneprquelle entfernt, die ein Schutzgebiet darstellt. Von hier entwässern Obscha über Mescha – Düna nach Norden, und Zuflüsse der Wasusa zur Wolga nach Südosten.
Die eine Hauptwasserscheide (Schwarzmeer und Kaspisches Meer) läuft von hier nach Süden über die Mittelrussische Platte bis südlich Orjol (Orel), umfasst den Don und folgt dann der Wolgaschwelle, über den Wolga-Don-Kanal – den wichtigsten Durchstich durch diese Scheide – in die Jergenihügel, quert die Manytschniederung und verlässt – je nach Konvention der Grenzen Europas – Europa dort, oder über den Hauptkamm des Kaukasus am Elbrus, der dann als höchster Berg Europas gilt.

### Ostsee – Kaspisches Meer – Polarmeer
Die atlantische Hauptwasserscheide läuft nach Norden, umfasst das Quellgebiet der Wolga in den Waldaihöhen, und wird vom Weißmeer-Ostsee-Kanal durchbrochen. Etwa 300 Kilometer nordöstlich des ersten Punkts, östlich des Onega-Sees im äußersten Norden der Oblast Wologda, nahe dem Grenzpunkt zu Republik Karelien und Oblast Archangelsk, befindet sich der nördlichste Hauptwasserscheidepunkt Europas (61° 28′ 0″ N, 37° 46′ 0″ O), zwischen Ostsee, Kaspischem Meer und dem Arktischen Ozean.
Die Wasserscheide des atlantischen Einzugsbereichs verläuft weiter zwischen Onegasee und Weißem Meer, und weiter den karelischen Maanselkä entlang durch Finnland bis an die norwegische Grenze. Weil vom Nordkap nach Spitzbergen – aus rein großgeographischer Ordnung – die Abgrenzung zwischen Europäischem Nordmeer als atlantischem Randmeer und der zum Arktischen Ozean gezählten Barentssee gesehen wird, könnte man die Wasserscheide durch die Finnmark bis ans Nordkap ziehen. Von hydrographischer Bedeutung wäre dieser Streckenzug nicht. Primär ist hier die Scheide zwischen Nordmeer und Ostsee, die sich im Skandinavischen Hochland wieder nach Süden wendet.
Die Nordpolarmeer-Kaspisee-Scheide als Teil der Eurasischen Hauptwasserscheide zum Polarmeer folgt – ebenfalls bald darauf überquert vom Südast des Wolga-Ostsee-Kanals zwischen Rybinsker Stausee und Weißem See – dem Nordrussischen Landrücken, zwischen dem weitläufigen Einzugsgebiet der Wolga und den dem Weißen Meer zufließenden Onega und Dwina und der Petschora (zur Barentssee). Sie erreicht Asien im nördlichen Ural im Dreiländereck der Republik Komi, der Region Perm und der Oblast Swerdlowsk (61° 39′ 48,6″ N, 59° 20′ 6,7″ O) . Von dort folgt sie dem Ural-Hauptkamm nach Süden, zwischen Kama (mit Belaja und Ufa zur Wolga) und Ob (zur Karasee, mit Irtysch und Tobol). In diesem Verlauf ist sie Teil der Strahlenbergschen innereurasischen Grenze. Inwieweit sie ab dem Quellgebiet des Ural südlich Miass noch als „europäisch“ gelten kann, sei dahingestellt.